# 華嚴五祖
华严五祖，指初祖終南杜順，二祖雲華智儼，三祖賢首法藏，四祖清涼澄觀，五祖圭峰宗密。華嚴宗依於《華嚴經》所立宗，後因賢首國師發揚廣大，故又稱之賢首宗。現今通行之《八十華嚴疏鈔》為清涼國師所作，又名清涼宗。

## 人物简介
杜順（557年－640年），生於陳武帝永定元年，雍州（今陝西省）萬年人。俗姓杜，法號法順，十八歲依止因聖寺的僧珍禪師出家。時人稱號為之「燉煌菩薩」。唐貞觀十四年圓寂於義善寺，建塔於長安南華嚴寺。唐太宗尊稱為帝心尊者。師曾長住於南山，故稱終南法順。重要著作《華嚴五教止觀》一卷、《華嚴法界觀門》一卷，其他尚有《十門實相觀》、《會諸宗別見頌》各一卷。門下弟子聞名多有，智儼、動意、達法師、樊玄智等人。
智儼（602年－668年），生於隋文帝仁壽二年，天水人（今甘肅）。別號至相大師、雲華尊者。十二歲時，智儼跟隨初祖順和尚至終南山至相寺，兩年之後剃度出家。親近法常法師，聽講說《攝大乘論》，於智正門下修學《華嚴經》藏。生平著作《華嚴經搜玄記》、《華嚴經內章門孔目章》、《華嚴五十要問答》、《華嚴一乘十玄門》等書。弟子聞名者，法藏、懷齊、義湘、慧曉、薄塵、道成法師。唐高宗總章元年預知時至，對門人言說：吾此幻軀縱緣無性，今當暫往淨方，後遊蓮華藏世界，汝等隨我，亦同此志。圓寂於清禪寺，世壽六十七。
法藏（643年－712年），生於唐太宗貞觀十七年，康居國人，祖父時遷移至長安，於此以康為姓。世人稱尊為康藏國師、賢首國師。於唐中宗神龍二年（706），奉中宗旨，集百位法師於薦福寺祈雨解旱，近於七日，大雨滂沱；中宗感動之際，發心受持菩薩戒，敬師為菩薩戒師；並賜號國一法師。法藏歷經唐高宗、則天武后、中宗、睿宗、玄宗五朝，備受五帝所敬重。門下弟子有宏觀、文超、智光、慧苑、慧英等人。主要著作《華嚴探玄記》、《五教章》、《十二門論宗致義記》、《大乘起信論義記》、《華嚴經傳記》等法要。唐玄宗先天元年（712），法藏於西京大薦福寺圓寂，世壽七十，僧臘四十三。奉旨隆重葬於華嚴寺南邊。
澄觀（738年－839年），唐代僧。生於唐玄宗開元二十六年，唐代越州（今浙江紹興）人，俗姓夏侯，字大休，號清涼國師。世稱華嚴菩薩、華嚴疏主。唐肅宗至德二年（757年），曇一和尚門下受具足戒，從常照禪師受菩薩戒。深習相部律、南山律以及三論等學說。從於天台宗九祖荊溪湛然習《摩訶止觀》、《法華經》、《維摩經》等諸經疏，並拜謁牛頭山惟忠、徑山道欽禪師，問西來宗旨之後，轉往洛陽無名禪師習南宗禪法，還拜見東京大詵和尚，聽受玄旨。大詵和尚曾讚歎澄觀：「法界宗乘，全在汝矣！」法要著作有《大方廣佛華嚴經疏》六十卷、《大方廣佛華嚴經隨疏演義鈔》九十卷、《華嚴經行願品疏》十卷、《大華嚴經略策》、《新譯華嚴經七處九會頌釋章》、《華嚴經入法界品十八問答》、《華嚴法界玄鏡》、《五蘊觀》、《華嚴心要法門》等。弟子有宗密、僧叡、法印、寂光，時人稱謂「門下四哲」；其他得法者凡百餘人。文宗開成四年三月六日，澄觀跏趺而寂，世壽一百零二，僧臘八十三。承旨葬於終南山石室，相國裴休撰碑文。
宗密（780年－841年），生於唐德宗建中元年，果州西充縣（今四川省成都東）人，世稱圭峰禪師，又稱「草堂和尚」。唐憲宗元和二年，依止遂州（四川巴中）大雲寺道圓禪師出家。元和五年，入澄觀座下，依隨澄觀大師學習《華嚴》，後繼承清涼大師，弘開華嚴宗風。後隨荷澤宗的禪師習禪要，其重要著作有《禪源諸詮集都序》、《圓覺經略疏》、《註華嚴法界觀門》等。弟子有圭峰溫、慈恩寺太恭、興善寺太錫、萬乘寺宗、瑞聖寺覺、化度寺仁瑜及玄圭、智輝等數千人。宗密於會昌元年（841年）正月六日坐化於興福塔院。世壽六十二，僧臘三十四。唐宣宗追諡為「定慧禪師」。

## 外部連結
- 悟真寺的華嚴宗巨星法藏大師
- 賢首大師傳
- 试谈圭峰宗密与《圆觉经》之因缘  （页面存档备份，存于）
- 華嚴五祖事跡  （页面存档备份，存于）